# 达格玛·什武博娃
达格玛·什武博娃（捷克語：Dagmar Švubová，1958年8月9日—），捷克女子越野滑雪运动员。她曾代表捷克斯洛伐克参加1980年和1984年冬季奥林匹克运动会越野滑雪比赛，其中1984年冬季奥运会获得一枚银牌。